# Antoni Duchnowski

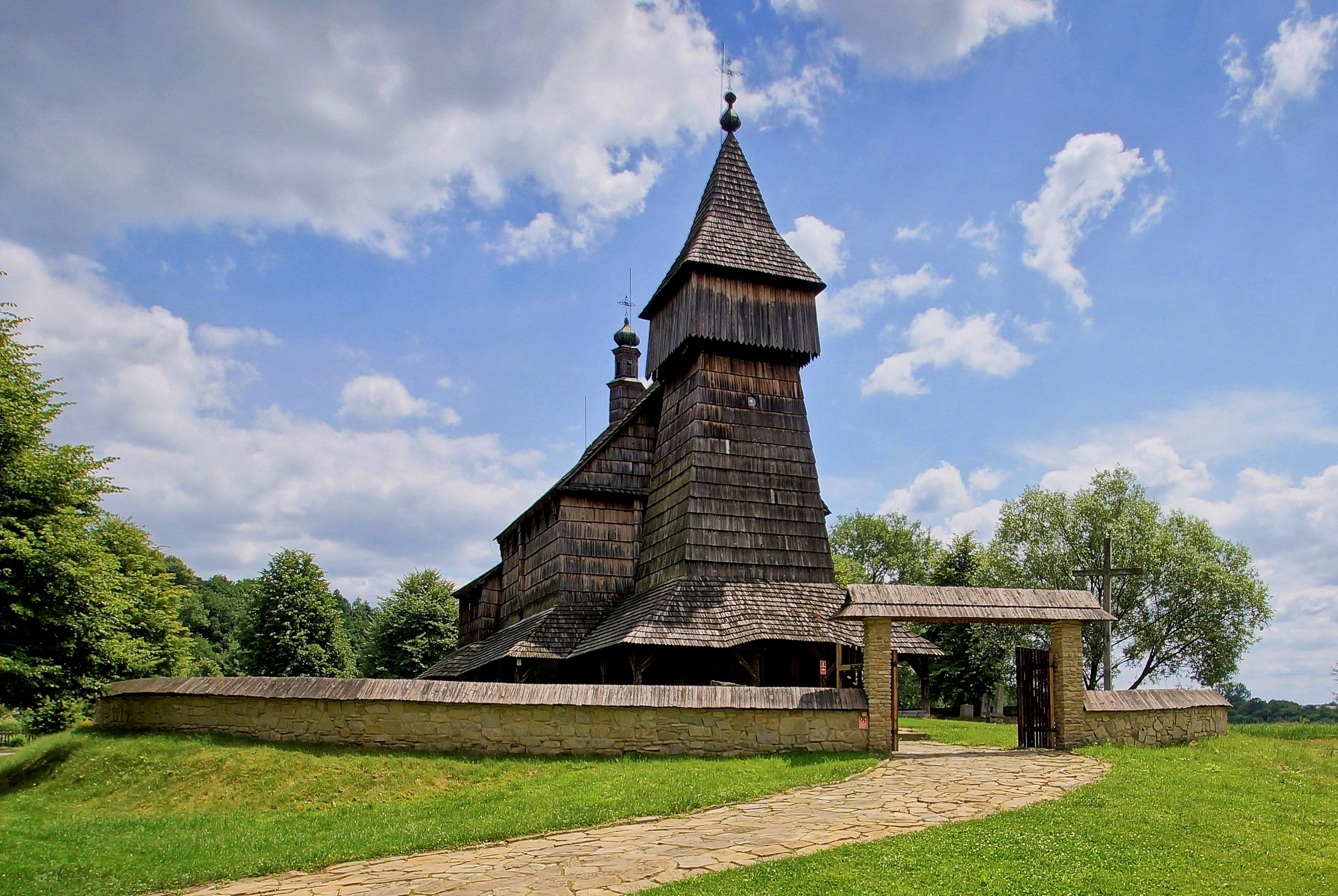
Kościół św. Mikołaja z Bączala Dolnego

Antoni Duchnowski herbu Rawicz (ur. 1708 w Bączalu Górnym, zm. 25 kwietnia 1774 w Rytwianach) – polski ksiądz katolicki, kanonik inflancki i tarnowski, proboszcz w Lubli od 1732 do 1734 i w Połańcu od 1734 do 1773.

## Życiorys

### Młodość
Urodził się w 1708 roku w rodzinie szlacheckiej pieczętującej się herbem Rawicz w miejscowości Bączal Górny (dawniej Bączal Rycerski) na terenie parafii św. Mikołaja w Bączalu Dolnym (wówczas diecezja krakowska, dekanat jasielski). Był synem Jana Duchnowskiego. 

### Kapłaństwo
Studiował w seminarium diecezjalnym w Sandomierzu w latach 1729–1732. Święcenia diakonatu przyjął 12 kwietnia 1732. Jeszcze w tym samym roku przyjął w Krakowie święcenia kapłańskie z rąk biskupa Konstantego Szaniawskiego w dniu 18 czerwca 1732. Od 1734 z prawem czerpania dochodów z beneficjum. Od 1731 był prebendarzem parafii Trójcy Świętej w Pacanowie. W latach 1732–1734 piastował funkcję proboszcza parafii św. Mikołaja w Lubli. W latach 1734–1773 proboszcz parafii św. Marcina w Połańcu, erygowanej w XII wieku. Ufundował ołtarz wielki o wybitnym wydźwięku artystycznym dla drewnianego kościoła w Połańcu. Ponadto wspomagał finansowo funkcjonowanie szpitali, w tym w Ujściu. 
W porozumieniu z ówczesnym biskupem inflanckim, w ramach zasług wyniesiony przez króla Polski Augusta III Sasa, który miał wówczas prawo patronatu i doboru personalnego na jedną z najzaszczytniejszych godności kościelnych w Rzeczypospolitej Obojga Narodów – kanonię katedralną diecezji inflanckiej (łac. Canonicus Cathedralis Livoniensis). Był uhonorowany również godnością kanonika tarnowskiego. 
Zmarł 25 kwietnia 1774 roku w klasztorze Ojców Kamedułów w Rytwianach.